# شهرستان بیگلیک (شهرستان هنکاک، اوهایو)
شهرستان بیگلیک، شهرستان هنکاک، اوهایو (به انگلیسی: Biglick Township) یک منطقهٔ مسکونی در ایالات متحده آمریکا است که در شهرستان هنکاک، اوهایو واقع شده‌است. شهرستان بیگلیک ۹۳٫۳ کیلومتر مربع مساحت و ۹۵۵ نفر جمعیت دارد و ۲۴۶ متر بالاتر از سطح دریا واقع شده‌است.